# Haa (stad)
Haa is een plaats in Bhutan en is de hoofdplaats van het district Haa.
In 2005 telde Haa 2495 inwoners.

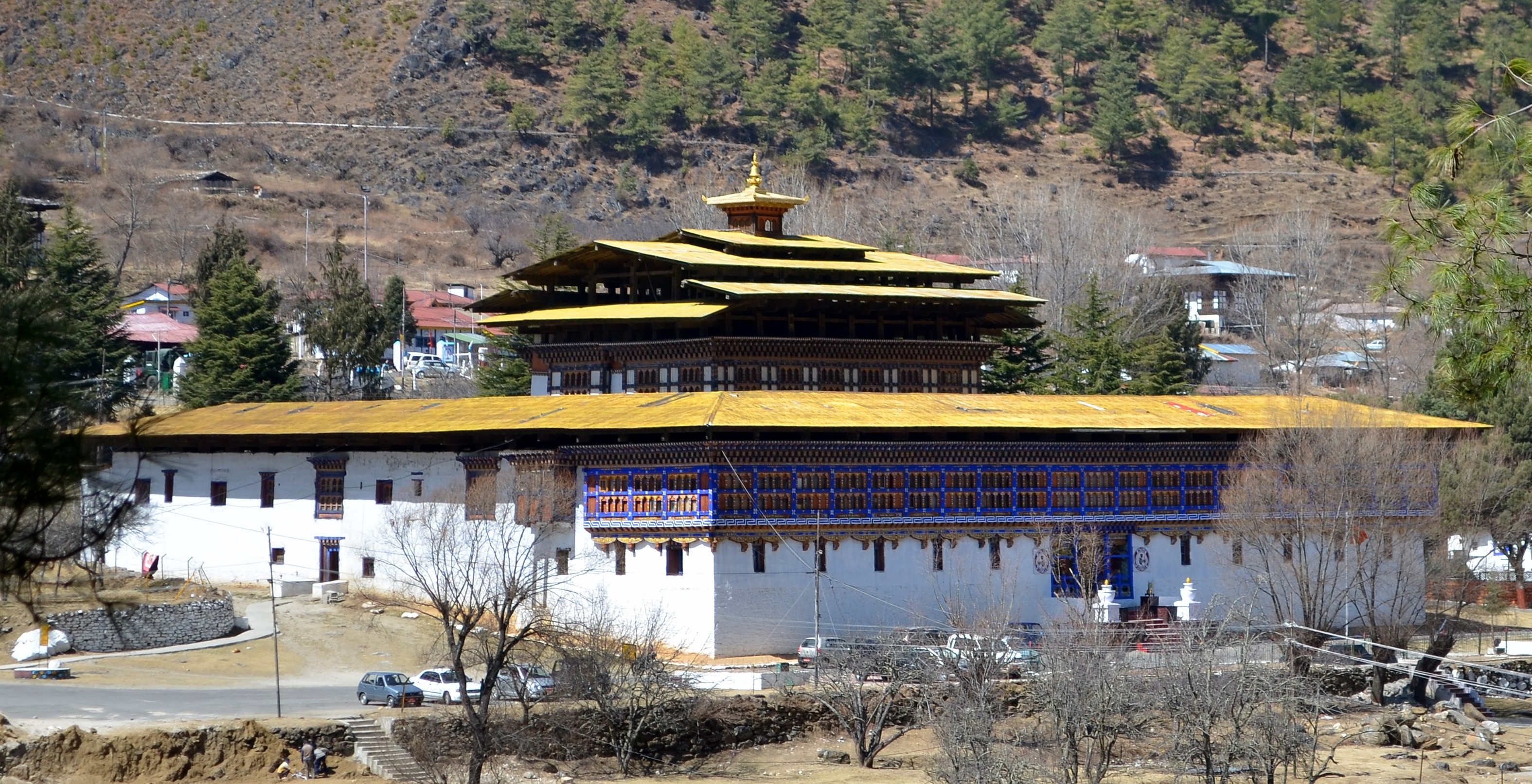
Een tempel in Haa
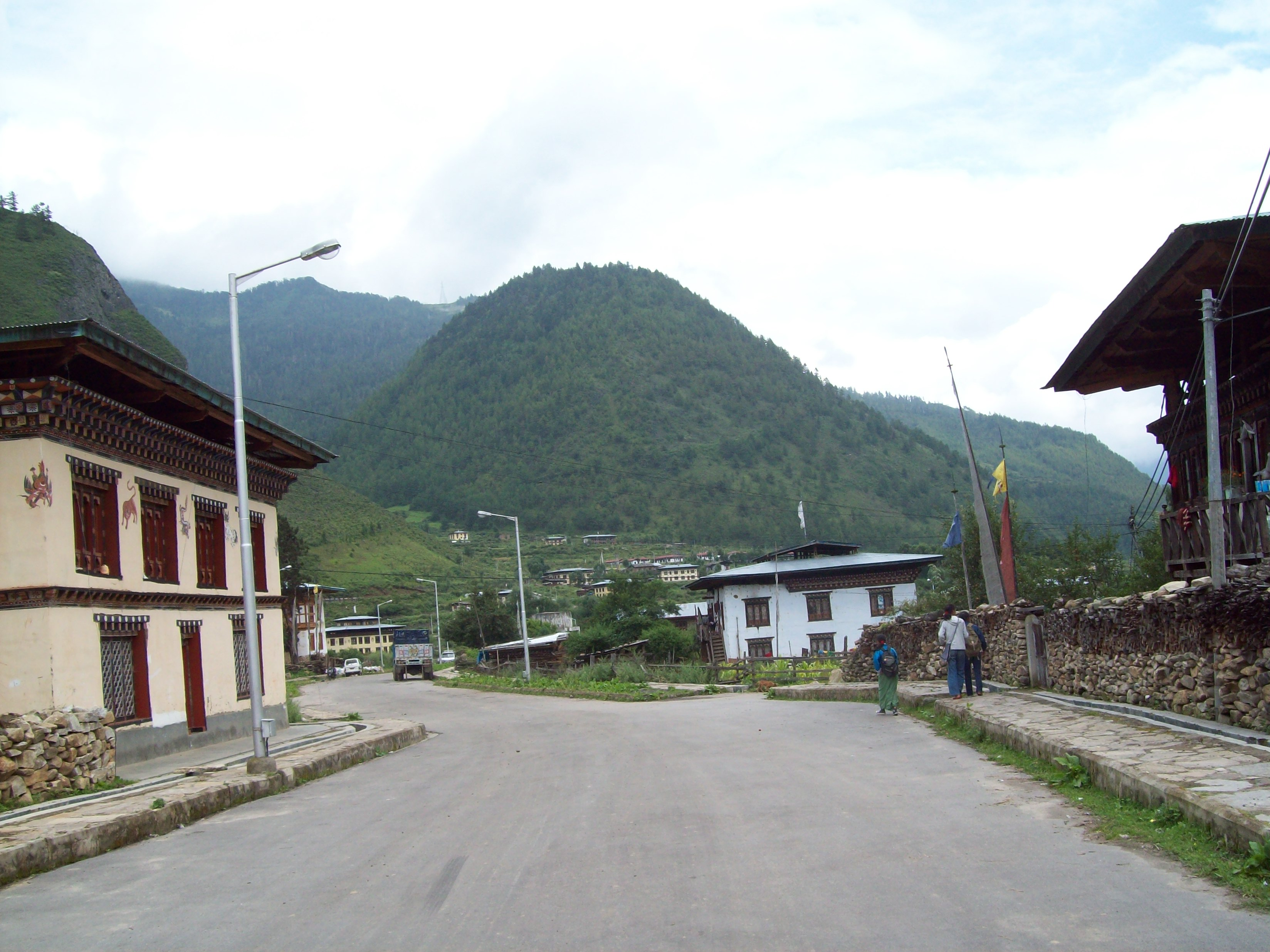
Een straat in Haa